# Cribrilina spitzbergensis
Cribrilina spitzbergensis is een mosdiertjessoort uit de familie van de Cribrilinidae. De wetenschappelijke naam van de soort is voor het eerst geldig gepubliceerd in 1903 door Norman.